# دانشگاه ننگرهار
دانشگاه ننگرهار دانشگاهی دولتی در شهر جلال‌آباد (افغانستان)، ولایت ننگرهار است.

## پیشینه
دانشگاه ننگرهار در سال ۱۳۴۱ در شهر جلال‌آباد (افغانستان)، ولایت ننگرهار تأسیس شد.
پوهنتون ننگرهار
پوهنتون ننګرهار که درسطح کشور دومین مرکز بزرګ علمی و اکادمیک بوده  و از سیر علمی آن (۵۹) سال سپری می شود و در پرتو فعالیت های علمی و اکادمیک، سعی و تلاش خویش را بیشتر از نیم قرن در زمینههای مختلف دست اوردهای بزرګی در ديپارتمنت ها و رشتتههای جداګانه داشته که تا به حال نزدیک به (۴۰) چهل هزار تن کادرهای علمی را آموزش و پرورش و به سطح کارشناس و غرض خدمت به جامعه تقدیم نموده است، که حال در جهت بازسازی کشور تاثیر به سزایی داشته و در نتیجه ګام های استواری را در این عرصه بر می دارد.
پوهنتون ننګرهار افتخار برنامه ها و پروګرام های علمی از کمیونیتی کالج اسوسیت دګری تا لیسانس، ماستری و دکتورا را دارا می باشد و در سطح منطقه و کشور منحیث یک مرکز علمی توانا برای تقویت، انکشاف و معیاری نمودن پروګرام های علمی یاد شده سعی و تلاش بیشتر می نماید.
این پوهنتون نظر به دورنمای خویش عزم راسخ دارد تا در آینده با کمک استادان مسلکی و بلند رتبه، تحقیقات علمی و اکادمیک، برنامه هاى خوبتر و بهتر تدریس، توامیت علمی و مسلکی بین المللی، ارایه خدمات خوبتر و بهتر برای محصلان در سطح کشور، منطقه و جهان باور و اعتبار خاصی را به دست آورد.
ادارهی پوهنتون متعهد است که با در نظرداشت قوانین، مقررات و لوایح وزارت تحصیلات عالی زمینه ی خوبتر و بهتر آموزش را فراهم نماید، که به همین اساس برای معیاری نمودن کریکولم و نصاب، ایجاد محیط اموزش خوبتر و توامیت ها با مراکز و موسسات علمی در سطح ملی و بین المللی و در مجموع برای انکشاف و بازسازی زیربناهای علمی، تدریسی و فزیکی پوهنتون سعی و تلاش می ورزد. دانشگاه ننگرهار از پنج پوهنتون بزرگ افغانستان میباشد . 

### دانشکده زبان و ادبیات
این دانشکده در سال ۱۹۸۴ تحت مدیریت دانشگاه ننگرهار تأسیس شد. در آن زمان، فقط بخش پشتو با شش استاد که توسط دانشکده زبان و ادبیات پشتو معرفی می‌شدند، وجود داشت. بعداً، بخش روسی نیز تأسیس شد، اما پس از مدت کوتاهی، به دلیل کمبود دانشجو در این بخش، تعطیل شد.
- بخش عربی در سال ۱۹۹۳ تأسیس شد. از سال ۱۹۹۲ تغییراتی در نصاب درسی بخش پشتو ایجاد شد، مضامین انگلیسی و اسلامی به جای زبان روسی، جامعه‌شناسی دانشگاهی و اقتصاد سیاسی علاوه بر بخش‌های پشتو و انگلیسی اضافه شد.
- بخش زبان دری در سال ۲۰۰۳ تأسیس شد.
- بخش زبان هندی در سال ۲۰۰۶ تأسیس شد.
- بخش زبان آلمانی در سال ۲۰۱۴ تأسیس شد.
- برنامه کارشناسی ارشد زبان پشتو در سال ۲۰۱۴ آغاز به کار کرد.

وقتی بخش‌های دیگری مانند عربی، انگلیسی، دری و هندی به دانشکده اضافه شدند، نام دانشکده از دانشکده پشتو و ادبیات به دانشکده زبان‌ها و ادبیات تغییر یافت. در سال ۲۰۱۵، این دانشکده ۱۴۹۴ دانشجو در هر شش بخش داشت که ۱۴۰۳ نفر آنها مرد و ۹۱ نفر آنها زن بودند. ۵۴ استاد حرفه‌ای دائمی نیز در آن مشغول به کار بودند.